# Cantó d'Oyonnax-Nord
El cantó d'Oyonnax-Nord era una divisió administrativa francesa del departament de l'Ain. Comptava amb 5 municipis i el cap era Oyonnax. Va existir de 1982 a 2015.

## Municipis
- Arbent
- Belleydoux
- Dortan
- Échallon
- Oyonnax

## Història
| Data d'elecció | Identitat           | Partit        | Qualitat |
| -------------- | ------------------- | ------------- | -------- |
| 1982-1988      | Lucien Guichon      | RPR           |          |
| 1988-2015      | Alexandre Tachdjian | Divers droite |          |

## Demografia
| A partir de 1990: Població sense dobles comptes |